# Jørgen Lykke
Jørgen Lykke (1515 på Havnø – 26. december 1583) var en dansk rigsråd og lensmand i Skanderborg Len. Han var medlem af Lykke-slægten.
Lykke gjorde tjeneste i Frankrig som løjtnant (stabschef) under Den Nordiske Syvårskrig 1532-1543. Han blev rigsråd i 1544 og blev sendt til Sverige, Tyskland, Polen, Spanien og Schlesien. I 1547 blev han lensmand på Skanderborg, Mariager, Hindsted, Horns og Gislum Herred, og i 1550 opførte han Overgård Gods ved Mariager Fjord efter at have overtaget godset fra kronen ved nogle byttehandler i 1545. Lykke var proviantmester i Jylland fra 1563 og førte som sådan tilsyn med landsdelen. Han ejede foruden Overgård Gods Hverringe, Bonderup, Hessel og Bregenholm samt Ouegård.
Han var gift med Beate Brahe, med hvem han bl.a. fik sønnen Henrik Lykke.
Jørgen Lykke er begravet i Udbyneder Kirke.